# Albert Wolff (szobrász)

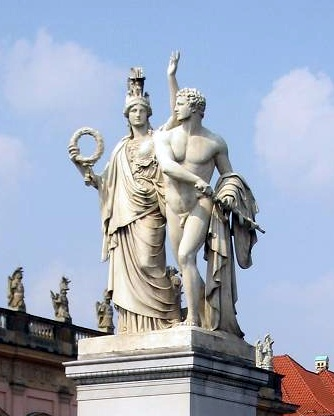
Athéné harcba vezeti a bajnokot, Schlossbrücke, Berlin

Carl Conrad Albert Wolff (Neustrelitz, 1814. november 14. – Berlin, 1892. június 20.) német szobrász.
Berlinben Christian Daniel Rauch tanítványa volt, két évet töltött Olaszországban. Hazatérve egy ideig még mestere vezetése alatt dolgozott, azután önállóan, de Rauch idealizmusa maradandó nyomot hagyott művészetén. 1866-tól a berlini akadémia tanára volt.
Legkiválóbb művei: a berlini nemzeti harcosemlék domborművei; Athéné harcba vezeti a bajnokot (márványcsoport a berlini Schlossbrückén); IV. Frigyes Vilmos király szobra Königsbergben; I. Ernő Ágost hannoveri király lovasszobra; Az oroszlánnal küszködő lovas bronz-szobra a berlini Altes Museum előtt; a győzelmes csapatok bevonulását ábrázoló bronz dombormű a berlini győzelmi oszlop talapzatán; Bacchus és párduca márványcsoportja a berlini nemzeti képtárban. Ő készítette a Magyar Tudományos Akadémia épületén elhelyezett Galilei szobrot.